# جیمی درنان
جیمز (جِیمی) دُرنان (به انگلیسی: James "Jamie" Dornan) (زادهٔ ۱ مهٔ ۱۹۸۲) بازیگر و مدل اهل ایرلند شمالی است. از نقش‌آفرینی‌های مهم او می‌توان به حضور در مجموعه تلویزیونی روزی روزگاری، بازی در نقش «پاول اسپکتر»، قاتل زنجیره‌ای در مجموعه تلویزیونی سقوط و حضور در فیلم سینمایی پنجاه سایه گری (۲۰۱۵) و روزی روزگاری اشاره کرد.

## کودکی
جیمی درنان در حومه بلفاست، ایرلند شمالی بزرگ شد. او دو خواهر بزرگ‌تر دارد و پدرش، پروفسور جیم درنان، جراح زنان و زایمان است که او هم می‌خواست بازیگر شود. جیمی عموزاده گریر گارسون است. اجدادش در هر دو طرف، واعظان دین مسیحیت بودند. درنان در ۱۶ سالگی مادرش را از دست داد.
او به دانشگاه متدیست بلفاست رفت. در آنجا در تیم راگبی بازی کرد و وارد بخش درام شد. بعدها به دانشگاه تیسید رفت ولی درس را رها کرد و به لندن رفت تا آموزش بازیگری ببیند.

## مسیر شغلی

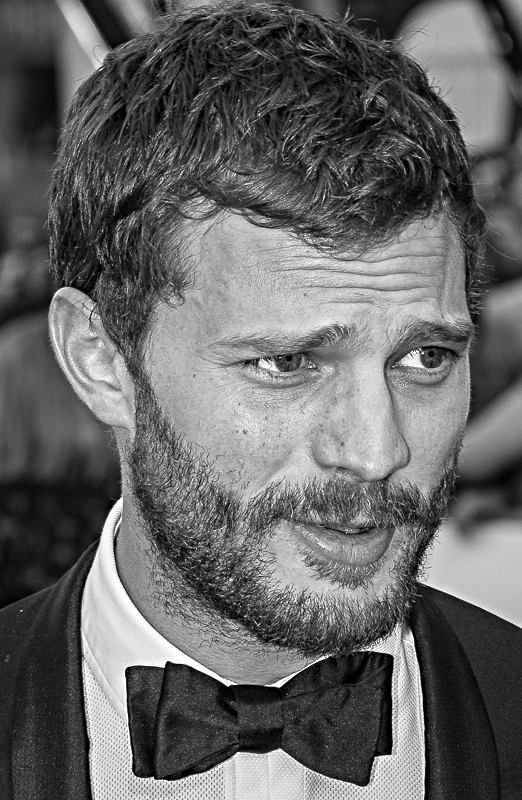
جیمز دورنان در مراسم جوایز تلویزیونی آکادمی بریتانیا در سال .2014

درنان در گروه «پسران جیم» اجرا داشت تا اینکه آن گروه در سال ۲۰۰۸ منحل شد. این گروه خواننده-ترانه‌نویس اسکاتلندی کی تی تانستال را در تورش حمایت می‌کرد.
در سال ۲۰۰۶، درنان در فیلم ماری آنتوانت ظاهر شد. او برای کلوین کلاین (همراه با کیت ماس و اوا مندز)، دیور، آکواسکاتام و آرمانی و سایر برندها مدل بود. درنان در سال ۲۰۰۹ در فیلم درام سایه‌هایی در خورشید بازی کرد که سه بار در آکادمی جوایز نامزد شد. در سال ۲۰۰۸، او نقش اول فیلم ترسناک فراسوی غوغا را بازی کرد.
در سال ۲۰۱۱، درنان در هشت قسمت سریال روزی روزگاری در نقش داروغه گراهام ظاهر شد. با اینکه گراهام در فیلم کشته شد، ولی درنان بیان کرد دوباره در نقش شکارچی برمی‌گردد.
درنان همراه با جیلین اندرسون در سریال درام ایرلندی سقوط در نقش پاول اسپکتر ظاهر شد؛ یک قاتل سریالی در بلفاست. در می ۲۰۱۳، این سریال برای فصل دوم تمدید شد.
در ۲۳ اکتبر ۲۰۱۳، درنان در فیلم اقتباسی پنجاه سایه گری نقش کریستین‌گری را گرفت و جانشین چارلی هونام شد. در ۲۷ اوت ۲۰۱۴، اعلام شد که جیمی درنان در نقش دکتر الن پاسکال در فیلم میرامکس بنام نهمین زندگی لوییس درکس حضور دارد؛ یک فیلم مهیج ماورایی بر اساس کتابی با همین نام. در نوامبر ۲۰۱۴، او در رده‌بندی جذاب‌ترین مردان زنده مجله پیپل، رتبه سوم را کسب کرد.
در فوریه ۲۰۱۵، تأیید شد که درنان برای بازی در بخش دوم فیلم پنجاه سایه با عنوان پنجاه طیف تاریکتر قرارداد بسته است.
در مارس ۲۰۱۵، گزارش شد که درام شبکه بی بی سی با نام سقوط با فصل سوم بازخواهد گشت و بالاخره سرنوشت قاتل سریالی آن با بازی درنان مشخص خواهد شد. فصل سوم از تاریخ ۲۵پتامبر تا ۲۸اکتبر ۲۰۱۶ از شبکه‌های آر تی ای وان و بی بی سی دو پخش شد.
در ماه مه ۲۰۱۷، گزارش شد که درنان همراه با پیتر دینکلیج در فیلم تلویزیونی شام من با هرو بازی خواهد کرد. فیلمبرداری در ژوئن ۲۰۱۷ آغاز شد و فیلم در ۲۰ اکتبر ۲۰۱۸ اکران شد.

## زندگی شخصی
درنان از سال ۲۰۰۳ تا ۲۰۰۵ با کیرا نایتلی رابطه داشت.
او در ۲۷ آوریل ۲۰۱۳ در سامرست با بازیگر و خواننده انگلیسی، املیا وارنر ازدواج کرد. در ژوئن ۲۰۱۳، این زوج اعلام کردند که منتظر اولین فرزندشان هستند. در اواخر نوامبر ۲۰۱۳ وارنر یک دختر بنام دالسی به دنیا آورد.
در سال ۲۰۱۵، درنان از طرف جی کیو جزء ۵۰ مرد بریتانیایی خوش لباس معرفی شد. در ۱۶مارس ۲۰۱۶ گزارش شد که درنان و وارنر برای دومین بار صاحب یک فرزند دختر بنام اِلوا شده‌اند.

مارس ۲۰۱۹ بود که این زوج در روز مادر با انتشار عکسی از سه جفت کفش بچگانه در اینستاگرام، از به دنیا آمدن فرزند سوم خود که یک دختر است خبر دادند و اسم آن را آلبرتا گذاشتند.

## جوایز و افتخارات
| سال  | جایزه                            | مقوله                            | نتیجه    | کار             |
| ---- | -------------------------------- | -------------------------------- | -------- | --------------- |
| ۲۰۱۴ | جایزه انجمن مطبوعاتی             |                                  | برنده    | سقوط            |
| ۲۰۱۴ | جایزه فیلم و تلویزیون ایرلندی    | بهترین بازیگر نقش اول -تلویزیون  | برنده    | سقوط            |
| ۲۰۱۴ | جایزه فیلم و تلویزیون ایرلندی    | ستاره ناگهانی                    | برنده    | سقوط            |
| ۲۰۱۵ | جوایز فیلم و تلویزیون ایرلند     | بهترین بازیگرد مرد نقش اول-دراما | نامزدشده | سقوط            |
| ۲۰۱۵ | جوایز بین‌المللی درام سی۲۱        | بهترین بازیگرد مرد               | نامزدشده | سقوط            |
| ۲۰۱۶ | جوایز تلویزیون ملی               | اجرای درام                       | نامزدشده | سقوط            |
| ۲۰۱۶ | جوایز تمشک طلایی                 | بدترین بازیگر مرد                | برنده    | پنجاه طیف گری   |
| ۲۰۱۶ | جوایز تمشک طلایی                 | بدترین ترکیب نمایشی              | برنده    | پنجاه طیف گری   |
| ۲۰۱۶ | جایزه فیلم مستقل بریتانیا        | بهترین بازیگر مکمل               | نامزدشده | انتروپوید       |
| ۲۰۱۶ | بیست و دومین جایزه ملی تلویزیونی | اجرای درام                       | نامزدشده | سقوط            |
| ۲۰۱۸ | جایزه برگزیده مردم               | ستاره فیلم درام                  | برنده    | پنجاه طیف آزادی |

## فیلم شناسی

### سینمایی
| به فیلم‌هایی اشاره دارد که هنوز اکران نشده‌اند | به فیلم‌هایی اشاره دارد که هنوز اکران نشده‌اند |

| سال  | عنوان                               | نقش             | نکته              |
| ---- | ----------------------------------- | --------------- | ----------------- |
| ۲۰۰۶ | ماری آنتوانت                        | اکسل وان فرسن   |                   |
| ۲۰۰۸ | فراتر از غوغا                       | اد              |                   |
| ۲۰۰۹ | از دیدنت خوشحالم                    | مرد جوان        | فیلم کوتاه        |
| ۲۰۰۹ | سایه‌هایی در خورشید                  | جو              |                   |
| ۲۰۰۹ | اکس برمی گردد                       | اکس             | فیلم کوتاه        |
| ۲۰۱۰ | "بیوه سیاه"                         |                 | فیلم کوتاه        |
| ۲۰۱۴ | پرواز به خانه                       | کالین           |                   |
| ۲۰۱۵ | پنجاه سایه گری                      | کریستین گری     |                   |
| ۲۰۱۵ | سوخته                               | لیون سویینی     | صحنه‌های حذف شده   |
| ۲۰۱۶ | نهمین زندگی لویی درکس               | دکتر الن پاسکال |                   |
| ۲۰۱۶ | محاصره جیدویل                       | پت کویینلن      |                   |
| ۲۰۱۶ | انتروپوید                           | یان کابیس       |                   |
| ۲۰۱۷ | پنجاه طیف تاریک تر                  | کریستین گری     |                   |
| ۲۰۱۸ | آشفته                               | نیک             |                   |
| ۲۰۱۸ | پنجاه طیف آزادی                     | کریستین گری     |                   |
| ۲۰۱۸ | رابین هود                           | ویل اسکارلت     |                   |
| ۲۰۱۸ | یک جنگ خصوصی                        | پاول کونروی     |                   |
| ۲۰۱۹ | پایان ها، آغازها                    | جک              |                   |
| ۲۰۱۹ | سینکرانیک                           | دنیس            |                   |
| ۲۰۲۰ | تور جهانی ترول ها                   | چَز(صدا)         | مرحله تولید       |
| ۲۰۲۰ | آویشن کوهستان وحشی                  | آنتونی رایلی    |                   |
| ۲۰۲۱ | بارب و استار به ویستا دلمار می روند | ادگار           | مرحله پس از تولید |
| ٢۰٢۱ | بلفاست                              | پا              |                   |
| TBA  | قلب سنگی                            |                 | در حال فیلمبرداری |

### تلویزیونی
| سال       | عنوان          | نقش                         | نکته                                                                         |
| --------- | -------------- | --------------------------- | ---------------------------------------------------------------------------- |
| ۲۰۱۱–۲۰۱۳ | روزی روزگاری   | شکارچی/داروغه گراهام هامبرت | بازیگر اصلی (فصل ۱); بازیگر مهمان (فصل ۲); قسمت ۹                            |
| ۲۰۱۳–۲۰۱۶ | سقوط           | پاول اسپکتر                 | بازیگر اصلی نامزد شده – آکادمی بریتانیایی جایزه تلویزیونی برای بهترین بازیگر |
| ۲۰۱۴      | دنیاهای جدید   | اب گاف                      | دنباله هرزه شیطان                                                            |
| ۲۰۱۵      | گاگل باکس      | خودش                        | یک قسمت                                                                      |
| ۲۰۱۸      | شام من با هروه | دنی تیت                     | فیلم تلویزیونی                                                               |
| ۲۰۱۸      | مرگ و بلبل ها  | لیام وارد                   | سریال کوتاه                                                                  |

### موسیقی
| سال  | آهنگ               |
| ---- | ------------------ |
| ۲۰۰۵ | «داستان شاه پریان» |
| ۲۰۰۶ | «خورشید سوزان من»  |